# Howell Peregrine
Howell Peregrine (30 décembre 1938 – 20 mars 2007) était un mathématicien appliqué britannique connu pour ses contributions au domaine de la mécanique des fluides, notamment pour l'étude théorique des ondes hydrodynamiques,.

## Éducation et carrière
Howell Peregrine intégra le département de mathématiques de l'Université de Bristol en 1964 après ses études menées à Oxford et Cambridge. Il passa l'intégralité de sa carrière à Bristol.
L'une de ses contributions les plus remarquables a été, entre autres, la prédiction théorique d'une nouvelle entité non linéaire, maintenant appelée soliton de Peregrine, capable d'expliquer la formation des vagues scélérates et qui a également été démontrée plus de 25 ans plus tard expérimentalement dans le domaine des fibres optiques
,
avant d'être confirmée dans le domaine hydrodynamique
.
Il a occupé les fonctions d'éditeur associé du Journal of Fluid Mechanics pendant plus de 25 ans.
Howell Peregrine mourra soudainement d'un cancer. Il était professeur émérite de mathématiques appliquées à l'Université de Bristol.

## Vie personnelle
Peregrine était connu pour être un bon photographe de phénomènes naturels. Quelques-unes des photographies qu'il a lui-même prises apparaissent dans ses articles.